# Parafia Matki Boskiej Częstochowskiej w Turners Falls
Parafia Matki Boskiej Częstochowskiej w Turners Falls (ang. Our Lady of Czestochowa Parish) – parafia rzymskokatolicka  położona w Turners Falls, Massachusetts, Stany Zjednoczone.
Jest ona jedną z wielu etnicznych, polonijnych parafii rzymskokatolickich w Nowej Anglii z mszą św. w j. polskim dla polskich imigrantów.
Nazwa parafii jest związana z kultem Matki Boskiej Częstochowskiej.
Ustanowiona w 1909 roku.